# André von Ossowski
André von Ossowski (* 1960 in Ost-Berlin) ist ein deutscher Arbeitsrichter und Politiker (BSW).

## Leben und Beruf
Er studierte Rechtswissenschaften und arbeitet seit über 30 Jahren als Arbeitsrichter am Arbeitsgericht Eberswalde. Er ist zudem bei der Aas Akademie für Arbeits- und Sozialrecht als Referent tätig.
Die brandenburgische Justizministerin Susanne Hoffmann hat die Entlassung von Ossowski und einem weiteren Arbeitsrichter veranlasst, die sich gegen ihre Versetzung gewehrt hatten. Laut der Ministerin sei die Versetzung im Zuge einer Reform notwendig. Die beiden Richter erhielten jedoch in ihren Einsprüchen gegen die Versetzung Unterstützung durch zwei Entscheidungen der Landesdienstgerichte. Der Dienstgerichtshof urteilte, dass der Richterwahlausschuss des Landtags hätte einbezogen werden müssen. Die Oppositionsparteien Freie Wähler und Linke fordern ihren Rücktritt.
2023 wurde er von BVB/Freie Wähler als Richter für das Landesverfassungsgericht vorgeschlagen.

## Politik
Bis 1990 war Ossowski Mitglied der Blockpartei LDPD.
Nach der Wende war Ossowski bis 2024 parteilos und nicht politisch aktiv. 2024 trat er dem neu gegründeten Bündnis Sahra Wagenknecht bei und wurde dort Vorsitzender des Landesschiedsgerichts. Bei der Landtagswahl in Brandenburg 2024 belegte er den fünften Platz der BSW-Landesliste und wurde somit in den 8. Brandenburger Landtag gewählt.